# Пещеры Джуннара

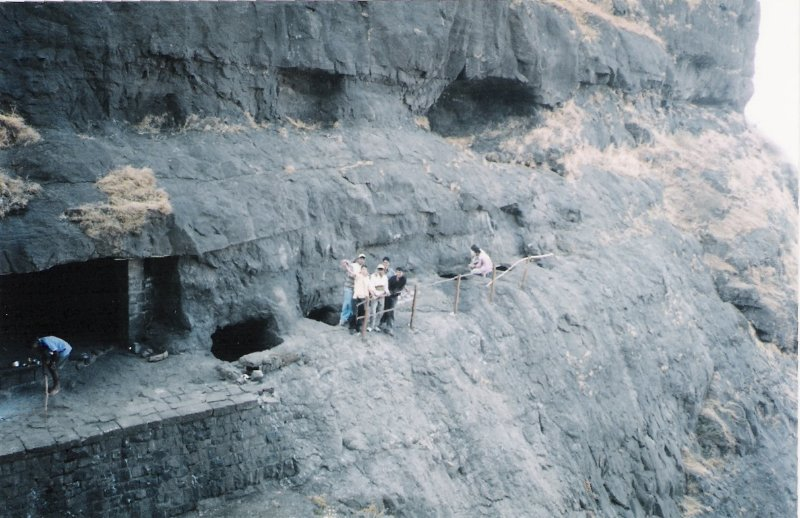

Пещеры Джуннара — ряд кластеров пещерных храмов вблизи Джуннара, города в районе Пуны штата Махараштра в Индии. Всего окрестности города насчитывают около 200 независимых районов археологических исследований.
Храмовая группа Тулиджа Лена в пяти километрах на запад от Джуннара знаменита круглым потолком в молитвенном зале ― чайтье, в пещере №3.
В полутора километрах на юг от Джуннара находится вторая группа пещерных храмов, группа Манмоди-хилл. Она пользуется большим вниманием археологов. Она состоит из трёх расположенных недалеко друг от друга пещерных комплексов.
Третья храмовая группа Ганеш Лена (или Леньядри) лежит в четырёх километрах к северу от Джуннара (19°14′36″ с. ш. 73°53′15″ в. д.). Эта группа выделяется большим количеством маленьких келий и вихар, среди её построек особенно замечательны чайтья в пещере № 6 и вихара, одноимённая с группой, Ганеш Лена.
На юго-западе от Джуннара на холме Шиванери расположена группа пещер Шиванери, включающая 50 пещер, преимущественно маленьких и не оформленных художественно. Этот холм более известен средневековым фортом на вершине, местом рождения полководца Чхатрапати Шиваджи.